# Allmänna Supporterklubben
Allmänna Supporterklubben (ASK) är en supporterklubb till AIK som bildades 2014.
Föreningens syfte är att främja och utveckla supporterkulturen i och kring AIK, och att fånga upp supportrar som idag inte är organiserade. ASK är inte inriktad på en specifik sport, utan är en supporterklubb till samtliga organisationer inom AIK.
ASK har bland annat tillsatt en s.k. gräsombudsman för att verka för en bättre gräskvalitet på Friends Arena.
Namnet "Allmänna Supporterklubben" har anor från 1950-talet, då det tidigare funnits en supporterklubb till AIK med samma namn.